# NGC 506
NGC 506 — звезда в созвездии Рыбы.
Этот объект входит в число перечисленных в оригинальной редакции «Нового общего каталога».
Находится в одной угловой мниуте к юго-западу от NGC 507. Смещение координат NGC 506 измерялось в течение одной ночи с помощью LdR.